# Filature (renseignement)
Pour les articles homonymes, voir Filature.
 (novembre 2020).
Si vous disposez d'ouvrages ou d'articles de référence ou si vous connaissez des sites web de qualité traitant du thème abordé ici, merci de compléter l'article en donnant les références utiles à sa vérifiabilité et en les liant à la section « Notes et références ».
La filature est une technique de renseignement réalisée par la surveillance des activités et contacts d'un individu, en le suivant secrètement dans ses déplacements quotidiens. Habituellement utilisée par les services de Police et de Gendarmerie ainsi que de renseignements publics (DGSE, etc.), elle peut être également pratiquée par des entreprises de renseignements privés comme les détectives.

## Buts
Le but de la filature est la collecte de renseignements. Les méthodes de repérage peuvent être utilisées par un agent de recouvrement, un serveur de traitement, un agent de cautionnement ou un responsable de la mise en liberté sous caution (chasseurs de primes), un agent de reprise, un enquêteur privé, un avocat, un détective de la police, un journaliste, un harceleur ou par toute personne tentant de localiser une personne dont les coordonnées ne sont pas connues immédiatement. Les enquêteurs ont également utilisé des techniques similaires pour localiser les témoins dans les procès pénaux.

## Méthodes
La première étape consiste à vérifier les informations fournies par le client pour comprendre qui est le sujet et si le client a des informations erronées. Ensuite, l'enquêteur commencera à collecter autant d'informations que possible sur le sujet. Les informations sont ensuite analysées, réduites et vérifiées. Parfois, la localisation actuelle du sujet est dans les données, mais elle est obscurcie par la quantité d'informations ou la désinformation. Le travail devient souvent plus qu'une simple recherche puisqu'il faut souvent recourir à des méthodes d'ingénierie sociale, qui impliquent d'appeler ou de visiter d'anciens voisins, ou d'autres contacts connus pour poser des questions sur le sujet, parfois sous des prétextes faux ou trompeurs.
Les enregistrements utilisés par les enquêteurs peuvent comprendre des bases de données de numéros de téléphone, des rapports de crédit (y compris des informations fournies dans une demande de prêt, une demande de carte de crédit et dans d'autres bases de données d'agents de recouvrement), des informations sur les demandes d'emploi, des vérifications d'antécédents criminels, des factures de services publics (électricité, gaz, eau, eaux usées, téléphone, Internet et câble), informations sur la sécurité sociale, l’invalidité et les impôts ou encore un traceur de véhicule. Certains de ces documents peuvent être accessibles au public, mais certains ne sont pas accessibles sans un mandat de recherche approprié, qui est généralement uniquement disponible pour les forces de l'ordre ou les enquêteurs privés agréés.
Même lorsque aucune information spécifique n'est renvoyée, il existe des bases de données publiques et privées qui référencent les informations de saut de piste avec d'autres avec lesquelles le "saut" a peut-être vécu dans un passé récent. Par exemple, si les enregistrements précédents indiquent qu'un "saut" a vécu dans la même maison qu'un tiers, le tiers peut également être ignoré afin de localiser la cible principale.
Dans le passé, le repérage par balayage incluait des choses comme la plongée dans une benne à ordures et les appels sous prétexte aux sociétés de services publics. De nos jours, on effectue beaucoup de recherches en ligne en utilisant des sites de recherche payants et des appels téléphoniques. Des sites Web tels que Facebook et Myspace ont grandement simplifié la vie d'un enquêteur. Ceux-ci s'abonneront à un certain nombre de bases de données payées pour les aider à rassembler et à vérifier des informations.
La filature peut être remplacée ou complétée par le piquetage au sens d'occupation d'un terrain comme lors d'un piquet de grève. Le piquetage évoluant géographiquement avec le déplacement de la personne.

## Par pays

### France
En France les enquêteurs de droit privé ont été légalement habilités, en 2003, à pratiquer cette méthode de renseignement par la loi qui les règlemente.

### Suisse
En Suisse, les détectives sont habilités à procéder à cette tactique. Des auxiliaires de sécurité peuvent être formés et mobilisés, ils n'exercent généralement pas cette occupation à plein temps, font principalement de la surveillance de personnes (contrôle d'arrêt maladie pour les assurances par exemple), et sont attribués à un quartier, une mission précise ou une plage horaire et ensuite affectés à d'autres personnes. Ils peuvent être mobilisés dans la minute via leur téléphone mobile. La police peut y avoir recours comme témoins sur une intervention ou un évènement particulier. Ils n'ont besoin d'aucun diplôme particulier. Leur organisation particulière en piquetage rend la filature en partie obsolète, plus encore couplée à des traceurs GPS.